# Nadia Buari
Nadia Buari (sinh ngày 21 tháng 11 năm 1982)  là một nữ diễn viên người Ghana. Cô đã nhận được hai đề cử cho Nữ diễn viên xuất sắc nhất trong vai trò hàng đầu tại Giải thưởng Học viện Điện ảnh Châu Phi năm 2009.

## Tuổi thơ
Buari được sinh ra ở Sekondi-Takoradi, Ghana, có cha là người Lebanon và mẹ là người Ghana. Cô học nghệ thuật biểu diễn tại Đại học Ghana, tốt nghiệp với bằng BFA. Trong suốt thời gian ở Đại học Ghana, cô đã tích cực tham gia vào các câu lạc bộ kịch và khiêu vũ.

## Sự nghiệp
Buari công chiếu trên truyền hình quốc gia Ghana với bộ phim truyền hình Games People Play vào cuối năm 2005. Bộ phim lớn đầu tiên của cô là Mummy's D daughter, sau đó, cô đóng vai chính trong Beyonce: The President's D daughter. Vai diễn "Beyonce" là bước đột phá lớn của cô. Sự nghiệp điện ảnh của cô bắt đầu với việc cô đóng một vai trong bộ phim truyền hình Games People Play năm 2005, mà cô được đề cử cho nữ diễn viên xuất sắc nhất. Cô đã tham gia hơn 20 bộ phim. Năm 2013, cô ra mắt với bộ phim của riêng mình có tên Nhật ký của Imogen Brown.

### Đột phá Nollywood và thành công
Buari chuyển từ phim Ghana sang phim Nollywood vào khoảng năm 2008. Vai trò đột phá của cô trong Nollywood là trong phim Beyonce & Rihanna trong vai Beyonce cùng với nữ diễn viên Nollywood Omotola Jalade Ekeinde thủ vai Rihanna. Bộ phim trở nên rất phổ biến đối với cả khán giả Ghana và Nigeria. Những bộ phim Nollywood đáng chú ý khác của cô bao gồm Rough Rider, Beauty and the Beast, Hold Hope và Single and Married.
Cô cũng được biết đến với vai chính trong các bộ phim với nam diễn viên Nollywood Jim Iyke, cũng đã nhận được sự chú ý. Các bộ phim bao gồm loạt phim Beyonce & Rihanna, Hot Romance và Phía sau nụ cười. 
Năm 2013, cô đã giành giải Nữ diễn viên Pan Phi tại Giải thưởng Giải trí Nigeria hàng năm (Giải thưởng NEA) tại Thành phố New York.

### Công việc khác
Buari trở thành đại sứ tại Tablet India Limited (TIL) vào năm 2013.

## Cuộc sống cá nhân
Vào tháng 1 năm 2014, cô hẹn hò với nam diễn viên Nollywood Jim Iyke. Vào ngày 21 tháng 3 năm 2014, Jim Iyke đã cầu hôn Buari. Cô là mẹ của hai bé gái sinh đôi nhưng Jim Iyke không phải là cha.

## Công nhận
Vào năm 2014, Buari đã được trao Giải thưởng Công nhận Đặc biệt tại Giải thưởng Lựa chọn Người xem Ảo thuật Châu Phi.

## Đóng phim
- Beyoncé — The President Daughter (2006)
- The Return of Beyoncé
- Mummy's Daughter
- Darkness of Sorrow (2006)
- Slave to Lust
- In The Eyes of My Husband
- American Boy
- Wicked Intentions
- Tomorrow Must Wait
- Hidden Treasure
- Beyonce & Rihanna
- Beauty and the Beast (2008)
- My Last Ambition
- Love, Lies and Murder
- Secret Lie
- The Angle Against The Monster
- Heartless
- Last Hour Romance
- Under My Pillow
- Speechless
- Desperate Bride
- Innocent Sin
- Guilty Threat
- The Golden Lady
- Satanic Kingdom
- Rough Rider
- Crazy Scandal
- Unfaithful
- The Monster In Me
- Bad Egg
- Garden of Eden
- No More Love
- My Dove
- Agony of Christ (2009)
- Heart of Men (2009)
- Forbidden Fruit (2009)
- Holding Hope (2010)
- Chelsea (2010)
- Checkmate (2010)
- Single and Married (2012)
- Heroes & Zeros (2012)
- Game Plan (2015)
- American Driver (2017)